# پروژه بزرگ‌‌کامپیوتر آزاد
پروژه بزرگ‌‌کامپیوتر آزاد (به انگلیسی: Open Mainframe Project) یک پروژه با همکاری چند مؤسسه و بنیاد است که توسط بنیاد لینوکس مدیریت می‌شود تا از سیستم عامل‌های مبتنی بر لینوکس و نرم‌افزارهای متن‌باز در بزرگ رایانه‌ها استفاده کند. این پروژه در تاریخ ۱۷ اوت ۲۰۱۵ اعلام شد و توسط IBM، یک تأمین کننده عمده سخت‌افزار اصلی و همچنین ۱۶ عضو دیگر مؤسس، که شامل SUSE , CA Technologies , BMC Software , Compuware و همچنین مشتریان و شرکایی مانند RSM , Partner , Vicom Infinity , L3C LLP و ADP و institutios موسسات دانشگاهی مانند کالج ماریست و دانشگاه بدفوردشایر هدایت شد. . همزمان با اعلامیه، IBM همچنین از همکاری با Canonical برای در دسترس قرار دادن سیستم عامل اوبونتو برای سخت‌افزارهای سطح بالای z Systems خود خبر داد.
اولویت‌های توسعه این پروژه در سال ۲۰۱۶ شامل OpenJDK، Docker و Hyperledger است.
در فوریه ۲۰۱۶ بنیاد لینوکس اعلام کرد اعضای جدیدی به پروژه Open Mainframe پیوسته‌اند: Hitachi Data Systems , Sine Nomine Associated، دانشگاه کارولینای شرقی و DataKinetics، ۳۵٪ افزایش در کل عضویت را بهمراه داشت. Canonical، سازمانی که پشتیبان اوبونتو است نیز به آن پیوست. بخشی از این اطلاعیه راه اندازی یک برنامه کارآموز تابستانی بود.

## پروژه‌ها

### زوو
Zowe اولین پروژه منبع باز برای z / OS است. این در اوت ۲۰۱۸ در SHARE در سنت لوئیس همراه با نسخه آزمایشی نسخه ۰٫۹ که حاوی مشارکت‌های IBM، Computer Associates و Rocket Software بود، رونمایی شد. نسخه ۱٫۰ در فوریه ۲۰۱۹ منتشر شد. در سپتامبر ۲۰۱۹، نرم‌افزار ققنوس سازگاری Zowe را برای افزونه‌های رابط (E) JES Command Line و پسوند REST API به دست آورد.
Zowe یک پلتفرم قابل توسعه برای ابزارها است و توانایی توسعه را از طریق پلاگین‌های CLI، برنامه‌های جدیدی که باید به دسک تاپ وب اضافه شوند و REST APIها را به لایه میانجی سازی API اضافه می‌کند. از طریق خط واسط فرمان یا cmd یا افزودنی برای برنامهٔ ویژوال استدیو یا مرورگرهایی که از آن پشتیبانی می‌کنند می‌توان از آن استفاده کرد.
برنامه مطابقت Zowe اعتبارسنجی مجوز را برای فروشندگان مستقل نرم‌افزار (ISV) و System Integrators (SI) ایجاد و توزیع می‌کند.